# はづき (アイドル)
はづき（5月28日 - ）は、日本のモデル、グラビアアイドルである。

## 人物・来歴
京都府出身。2009年、テレビ番組『復活!ミニスカポリス』にて14代目ミニスカポリスのメンバーに選ばれる。
2015年12月31日、所属事務所ブリリアントが解散となり、これまでのお仕事も一旦終了することがブログにて報告された。
- 趣味はトルコ弦楽器のサズ、ボウリング、百人一首、革製品のデザイン。
- 特にボウリングはマイボール＆マイシューズがあるほど。
- 好きな食べ物は野菜、キノコ。
- 嫌いなものはホヤ、カキ（過去に当たったらしい）
- 好きな映画はビルマの竪琴、ロミオとジュリエット。（どちらも古い方）
- 好きな色は白、緑、黄色、ピンク

## リリース作品

### CD
1. ドキドキ罠☆Be（2009年5月17日発売）
2. バステックLOVE（2009年）（ジャケットデザインも担当）

### DVD
1. 復活!ミニスカポリス 2009年7月24日発売
2. 復活!ミニスカポリス2 2009年11月20日発売

## 出演

### テレビ
- 復活!ミニスカポリス 2009年8月3日～
- プリティアンブレラ（テレビ埼玉）
- チャンピオンズ〜達人のワザが世界を救う〜（テレビ東京）

### ラジオ
- ASIAN美少女ファイル（USENラジオ）

### ネット関係

#### 携帯サイト
- 「山岸伸写真館」

#### ネットテレビ
- ニコニコ動画生放送　アイパイ☆ちゃんねる
- おひげ電視台（Ustream内）　（ゲスト出演）

### ラウンドエンジェル
- 格闘技「THE OUTSIDER」（リングネーム「新京極のフェアリーキャッツ」）